# Sabiha Mansouri
Pour les articles homonymes, voir Mansouri.
Sabiha Mansouri (ou Sabéha Mansouri, née en 1965) est une athlète algérienne.

## Carrière
Sabiha Mansouri remporte la médaille d'or du 5 kilomètres marche aux Championnats d'Afrique de 1988..
Elle est quadruple championne d'Algérie du 5 km marche (1983, 1986, 1987 et 1988) et double championne d'Algérie du 20 kilomètres marche en 1987 et en 1989.